# Теофіло Стівенсон
Теофіло Стівенсон Лоуренс (ісп. Teófilo Stevenson Lawrence; нар. 29 березня 1952, Пуерто-Падре, Куба — пом. 11 червня 2012, Гавана) — кубинський боксер, триразовий олімпійський чемпіон з боксу та триразовий чемпіон світу. Крім Теофіло, всього двом боксерам в історії вдалося тричі виграти Олімпійські ігри — угорцю Ласлові Паппу і кубинцю Феліксові Савону. Його вважають найяскравішим боксером-любителем XX століття.

## Біографія

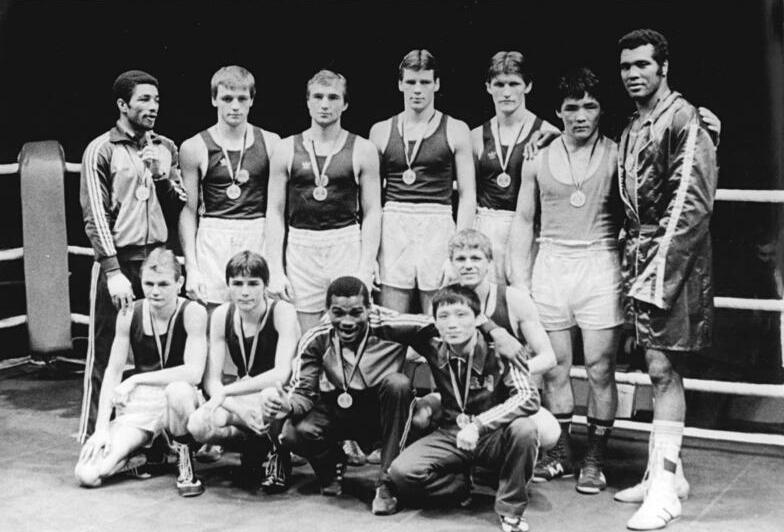
Стівенсон (праворуч), серед чемпіонів турніру в Галле-Заале в 1984 році

Народився в невеликому містечку Пуерто-Падре в східній частині Куби. Його батько — Теофіло Стівенсон Парсонс — емігрував на Кубу в 1920-ті роки. Прибувши з Карибського острова Сент-Вінсент, він почав, з роботи на плантаціях цукрової тростини. Мати Теофіло, також була емігранткою, але з іншого Карибської острівної держави — Сент-Кіттс. Через те, що батьки Теофіло прибули з островів, які перебували під протекторатом Великої Британії, то англійська мова була для них рідною. Завдяки цьому, їх син з дитинства вільно володів не тільки іспанською мовою, а й англійською.
У 13 років батько привів Тео Стівенсона в секцію боксу. Тренером там був друг Стівенсона-старшого легендарний кубинський важковаговик і чемпіон 1930-х років Джон Еррера. Боксерська секція, до якої прийшов Стівенсон, була настільки бідна, що не мала свого залу. Тренування відбувалися на прилеглому пустирі.
Спочатку Теофіло займався, особливо не напружуючись. Тому особливих успіхів не було. Стівенсон згадував: «Я програв 14 з 20 своїх перших боїв. Я ненавидів, коли мене били…». Та коли Теофіло виповнилося 17 років, на нього звернув увагу радянський тренер Андрій Кіндратович Червоненко, який розгледів в довготілесому юнакові великий талант. З цим тренером прийшли й успіхи.
Приїхавши на Олімпійські ігри 1972 року в Мюнхені, Стівенсон в знаменитому фінальному поєдинку завдав поразки нокаутом «білій надії» Сполучених Штатів, як його називали, Дуейну Бобіку, якому поступився за рік до цього на Панамериканських Іграх в Калі.
На Чемпіонаті світу в Гавані в 1974 році кубинський боксер знову завоював золото, нокаутувавши іншого американця Марвіна Стінсона. Стівенсон перемагав й інших американських претендентів, таких як Майк Докес (Панамериканські ігри, Мехіко-75), Джон Тейт (Олімпіада, Монреаль-76), Тоні Таббс (Чемпіонат світу, Белград-78).
Після закінчення боксерської кар'єри Теофіло став особистим охоронцем Фіделя Кастро. Протягом останніх років життя займав посаду віце-президента Федерації боксу Куби. Помер у ніч на 12 червня у віці 60 років. Причиною смерті став серцевий напад.

## Нагороди
- Олімпійський чемпіон 1972, 1976, 1980 років.
- Володар Кубка Вела Баркера 1972 року.
- Чемпіон світу 1974, 1978, 1986 років.
- Чемпіон Панамериканських ігор 1975, 1979 років.
- У 1972 році Стівенсон був удостоєний звання заслуженого майстра спорту СРСР в числі найкращих спортсменів соціалістичних країн.
- Теофіло Стівенсон увійшов до п'ятірки видатних постатей Латинської Америки і Карибського регіону XX століття.

## Цікаві факти
- Стівенсона буквально закидали пропозиціями перейти в професіонали. Дон Кінг пропонував Теофіло поєдинок з чемпіоном світу серед професіоналів Мухаммедом Алі, пропонував довгостроковий контракт. Називалася сума, від 5 до 10 мільйонів доларів. Але на Кубі професійний бокс був заборонений. Тому Стівенсон вимовив знамениту фразу: «Я не поміняю любов десяти мільйонів кубинців на мільйон доларів».
- Стівенсон тричі поспіль вигравав Олімпійські ігри: у 1972, 1976 та 1980 роках. Дві наступні Олімпіади: 1984 року в Лос-Анджелесі та 1988 року в Сеулі боксер вимушений був пропустити. В першому випадку — через бойкот цієї Олімпіади з боку соціалістичних країн, у другому — через те, що Куба приєдналася до бойкоту Олімпіади в Південній Кореї, ініційованого Північною Кореєю. Таким чином він втратив шанс стати єдиним в історії чотириразовим чи п'ятиразовим олімпійським чемпіоном.
- Радянський боксер Ігор Висоцький був єдиним, хто двічі перемагав Стівенсона, причому у другому поєдинку він наніс Теофіло перший і останній в кар'єрі кубинця нокаут.